# Operační program Lidské zdroje a zaměstnanost
Operační program Lidské zdroje a zaměstnanost (OP LZZ)  je jedním ze tří programů, které jsou v letech 2007 – 2013 financovány z Evropského sociálního fondu (strukturální fond). Jeho koordinaci má na starosti Ministerstvo práce a sociálních věcí ČR. Program podporuje především projekty zaměřené na snižování nezaměstnanosti, profesní vzdělávání, začleňování sociálně vyloučených obyvatel zpět do společnosti a zvyšování kvality veřejné správy. Na program je vyčleněno celkem 2,16 miliardy EUR, z toho je hrazeno 15 % ze státního rozpočtu ČR.

## Co se z OP LZZ financuje

### Adaptabilita
Tato oblast je zaměřena především na předcházení nezaměstnanosti prostřednictvím podpory investic do lidských zdrojů ze strany podniků a organizací. To znamená, že se podporuje například rozvoj odborných znalostí a další profesní vzdělávání zaměstnanců, tvorba nových vzdělávacích programů. Na aktivity v rámci zvýšení adaptability zaměstnanců a zaměstnavatelů je v letech 2007 – 2013 vyčleněno celkem 525,4 milionů EUR.

### Aktivní politika trhu práce
Tato oblast je zaměřena na prevenci nezaměstnanosti a zlepšení přístupu k zaměstnání. To znamená, že se podporují rekvalifikace, zprostředkování zaměstnání nebo nové formy zaměstnání pro skupiny lidí znevýhodněných na trhu práce. Do těchto skupin patří například dlouhodobě nezaměstnaní, mladí lidé a lidé nad 50 let. Na zlepšení aktivní politiky na trhu práce je v letech 2007 – 2013 vyčleněno celkem 605,8 milionů EUR.

### Sociální integrace a rovné příležitosti
Tato oblast je zaměřena na pomoc osobám ohroženým sociálním vyloučením nebo přímo osobám sociálně vyloučeným. To znamená, že se podporuje začleňování těchto osob do společnosti, jejich odborné vzdělávání, prevence sociálního vyloučení (např. formou poskytování sociálních služeb), poradenské programy, které by sociálně vyloučené osoby motivovaly při vyhledávání zaměstnání. V rámci této aktivity jsou podporovány rovněž aktivity zaměřené na rovné příležitosti žen a mužů na trhu práce a sladění pracovního a rodinného života. Zvláštní pozornost je věnována příslušníkům romských komunit, migrantům a dalším skupinám z odlišného sociokulturního prostředí. Na sociální integraci a podporu rovných příležitostí je v rámci OP LZZ vyčleněno celkem 398,6 milionů EUR.

### Veřejná správa a veřejné služby
Tato oblast je zaměřena na posilování institucionální kapacity a efektivnosti veřejné správy a veřejných služeb. To znamená, že se podporuje například vzdělávání a rozvoj lidských zdrojů ve veřejné správě (vzdělávání v oblastech informačních technologií, projektového a procesního managementu, v komunikačních schopnostech apod.). Vytváření nových strategií podporuje zlepšení kvality, efektivnosti a transparentnosti veřejné správy a veřejných služeb. To vše vede ke snižování administrativní zátěže a boji proti korupci. Na zkvalitnění služeb veřejné správy je v letech 2007 – 2013 vyčleněno celkem 195,1 milionů EUR.

### Mezinárodní spolupráce
Tato oblast je zaměřena na posilování mezinárodní spolupráce ve všech výše uvedených oblastech. Podporuje se obecně výměna zkušeností mezi členskými státy v otázkách týkajících se lidských zdrojů a zaměstnanosti. V rámci OPLZZ je na mezinárodní spolupráci vyčleněno 39 milionů EUR.

## Kdo může žádat o podporu
Poskytovatelé sociálních služeb, vzdělávací a poradenské organizace, zaměstnavatelé, orgány státní správy, kraje, obce, svazky obcí a jejich asociace, orgány služeb zaměstnanosti, nestátní neziskové organizace apod.